# Cuchilla Mangrullo
Die Cuchilla Mangrullo ist eine Hügelkette in Uruguay.
Die Hügelkette befindet sich auf dem Gebiet des Departamentos San José. Sie erstreckt sich von der Ciudad del Plata nach Nordwesten verlaufend einige Kilometer hinter der Küste des Río de la Plata bis mindestens zur Ortschaft Puntas de Valdéz.